# AS Mandé (femenino)
La sección femenina comenzó en 1994 con la creación de un club, Horonya, que agrupaba al US Lafiabougou y a disidentes de las Súper Leonas de Hamdallaye, el club que históricamente domina el fútbol femenino maliense. Tras convertirse en la sección femenina del AS Mandé, el club absorbió a las Tigresas de N'Tomikorobougou y al AS Dagnouma de Sébénikoro.
El AS Mandé es el primer club femenino maliense que juega un partido en el extranjero (victoria por 2-0 contra Rufisque en Dakar en 1995) y que recibe a un club extranjero (victoria por 4-0 contra Koudougou de Burkina).
Después de ganar el torneo de las 5 naciones en Uagadugú en 2005, el club no cumplió sus promesas de bonificación y el equipo fue eliminado en la primera ronda de la edición de 2006.
El club ganó el campeonato de Bamako en 2004, 2007, 2009, 2010, 2011, 2013 y 2014.
En 2014, el AS Mandé volvió a ganar el torneo de Uagadugú, superando al club local Princesses du Kadiogo.
AS Mandé ganó la primera edición del campeonato femenino de Mali en 2017.
AS Mandé ganó la Copa de Mali en 2012, 2014, 2015 y 2016.
El AS Mandé ganó una primera Copa de Mali en 2012, venciendo al Réal por 3-1, y luego volvió a ganar en la final contra el mismo rival en 2014 (6-2).

## Década 2020
El club ganó la fase de clasificación de la Zona A UFOA de la Liga de Campeones Femenina 2021, clasificándose así para la fase de grupos de la primera edición de esta competición continental. Los representantes de Mali perdieron sus dos primeros partidos contra Wadi Degla y Hasaacas Ladies, antes de empatar contra Malabo Kings y terminar últimos en su grupo.
En 2021, el club cayó en la final de la Copa de Mali contra las Súper Leonas (3-1) 12, pero se tomó la revancha al año siguiente (1-0) 13. En el campeonato, el club gana tres ediciones consecutivas en 2021 14, 2022 15 y 2023.
Después de ceder su título UFOA-A a las Determine Girls en 2022 17, el AS Mandé recuperó su trono regional la temporada siguiente, venciendo al Dakar SC por diferencia de goles.

## Participaciones

### Doméstico
Títulos de liga
- Campeonato Femenino de Malí

Ganadores (2): 2017, 2021
- Copa Femenina de Malí

Ganadores (4): 2012, 2014, 2015, 2016
- Liga de Bamako

Ganadores (7): 2004, 2007, 2009, 2010, 2011, 2013, 2014

### Continental
- Clasificatorios de la Liga de Campeones Femenina WAFU A-CAF

Ganadores (1): 2021